# Muscat d'Alsace
Pour le cépage, voir famille des Muscats.
Ne doit pas être confondu avec un alsace grand cru muscat.
Le muscat d'Alsace, ou alsace muscat, est un vin blanc français produit dans le vignoble d'Alsace essentiellement à partir des cépages muscat blanc à petits grains B et muscat ottonel B. Il s'agit d'une dénomination de cépage au sein de l'appellation alsace.
Ce vin de muscat se distingue des autres (ceux de la vallée du Rhône ou du Languedoc-Roussillon) car il est vinifié généralement pour donner un vin sec. Parmi les vins d'Alsace, c'est un vin blanc particulièrement aromatique, il est donc classé parmi ceux produits à partir des « cépages nobles » alsaciens, avec le riesling, le pinot gris et le gewurztraminer.

## Histoire
Les cépages composant le muscat d'Alsace n'ont pas la même origine ni le même âge.
Le muscat blanc à petits grains B, surnommé « muscat de Frontignan » ou « muscat d'Alsace », est originaire des côtes méditerranéennes, répandu dans l'Antiquité par les colons grecs puis par les Romains. Sous le nom de Muskateller, on le retrouve en Allemagne dès le XIIe siècle et en Alsace à partir du XVIe siècle (cité en 1510).
Le muscat ottonel B est plus récent, découvert en 1839 dans la vallée de la Loire, c'est un hybride du chasselas B et d'un autre muscat. Il arrive en Alsace à partir du milieu du XIXe siècle.
L'appellation d'origine « vins d'Alsace » est créée par l'ordonnance du 2 novembre 1945, puis devient appellation d'origine contrôlée par le décret du 3 octobre 1962, avant que ne soient définis des dénominations de cépage en 1971 ainsi que le cahier des charges de la production et de la commercialisation (décrets du 2 janvier 1970 et du 30 juin 1971) achevé par l'obligation de la mise en bouteille (loi du 5 juillet 1972) dans des flûtes (décret du 30 juin 1971).
Le muscat d'Alsace peut bénéficier des mentions vendanges tardives et sélection de grains nobles, qui sont encadrées par un décret en 1984. Le cahier des charges de la dénomination est celui de l'appellation alsace, dernièrement modifié en mai 2025.

### Étymologie
La dénomination porte le nom de la région, dont la signification donne lieu à plusieurs théories.
En alsacien, « Alsace » se dit Elsass anciennement écrit Elsaß : 
- 'El- vient de l'alémanique Ell qui signifie l'Ill, la principale rivière alsacienne qui traverse la région du sud au nord.
- Saß vient du verbe sitzen (se trouver, être assis).

Littéralement, Elsass signifierait donc « le lieu où se trouve l'Ill » soit le « Pays de l'Ill ».
Quant au mot « muscat », son origine serait le musc, car le raisin aurait de vagues nuances musquées.

## Situation géographique

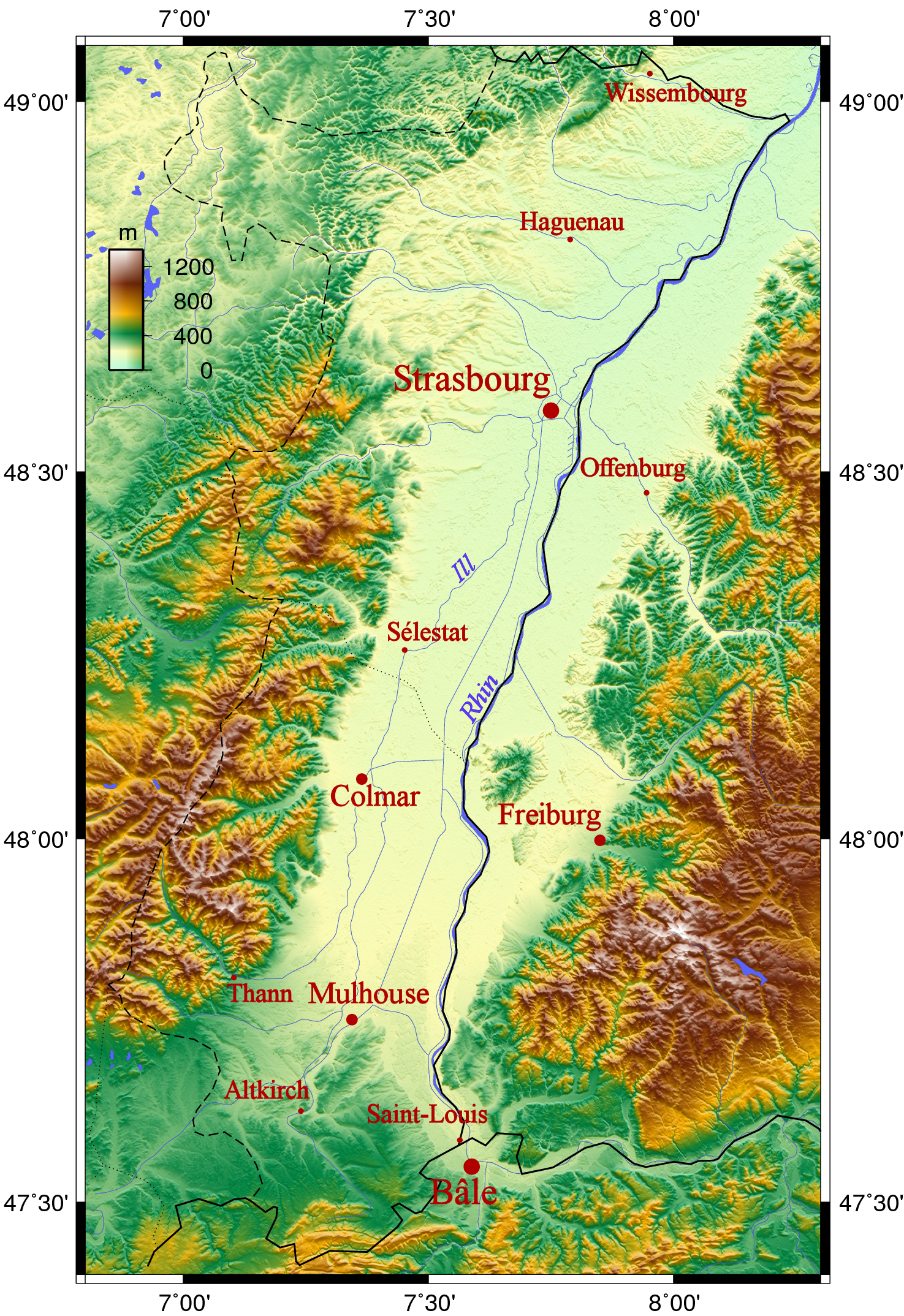
Carte du relief de l'Alsace.

Le muscat d'Alsace est produit en France, dans la région Alsace, sur l'ensemble du vignoble d'Alsace. Il peut donc être produit de Wissembourg au nord (à la frontière avec l'Allemagne) à Thann au sud, sur 180 kilomètres de façon discontinue.

### Géologie et orographie
Une importante partie du muscat d'Alsace est produite sur la plaine mais de nombreuses parcelles se trouvent sur les coteaux des collines sous-vosgiennes, y compris parmi les petites aires de production de l'appellation alsace grand cru.
La plaine d'Alsace occupe la partie sud du fossé rhénan, né d'un effondrement durant l'Oligocène et le Miocène (-33 à -5 millions d'années).
Elle est composée d'une épaisse couche d'alluvions déposées par le Rhin (limons et graviers), c'est une zone beaucoup plus fertile que les coteaux, avec une importante nappe phréatique à moins de cinq mètres de profondeur.
Généralement, le haut des pentes des collines sous-vosgiennes est constitué des roches anciennes, plutoniques et métamorphiques tels que du granite, du gneiss ou de l'ardoise. Les parcelles de vignes y sont très pentues.
Le bas des coteaux est formé des couches de calcaires ou de marne recouvertes par du lœss, où le relief est moins accentué.

### Climatologie
À l'ouest, les Vosges protègent du vent et de la pluie la région de production des vins d'Alsace. Les vents d'ouest dominants perdent leur humidité sur le versant occidental des Vosges et parviennent sous forme de foehn, secs et chauds, dans la plaine d'Alsace. La quantité moyenne de précipitations est la plus faible de tous les vignobles français.
De ce fait, le climat est bien plus sec (Colmar est la station la plus sèche de France) et un peu plus chaud (avec une température annuelle moyenne plus haute de 1,5 °C) que ce qui serait attendu à cette latitude. Le climat est continental et sec avec des printemps chauds, des étés secs et ensoleillés, de longs automnes et des hivers froids.
La station météo de Strasbourg (150 mètres d'altitude) se trouve à l'extrémité nord de l'aire d'appellation, mais au bord du Rhin. Ses valeurs climatiques de 1961 à 1990 sont :
| Mois                              | jan. | fév. | mars | avril | mai  | juin | jui. | août | sep. | oct. | nov. | déc. | année |
| --------------------------------- | ---- | ---- | ---- | ----- | ---- | ---- | ---- | ---- | ---- | ---- | ---- | ---- | ----- |
| Température minimale moyenne (°C) | −1,7 | −0,9 | 1,6  | 4,6   | 8,6  | 11,7 | 13,4 | 13,1 | 10,3 | 6,5  | 2,1  | −0,7 | 5,7   |
| Température moyenne (°C)          | 0,9  | 2,5  | 6    | 9,6   | 13,8 | 17   | 19,1 | 18,6 | 15,5 | 10,6 | 5,2  | 1,9  | 10,1  |
| Température maximale moyenne (°C) | 3,5  | 5,8  | 10,4 | 14,6  | 19   | 22,2 | 24,7 | 24,2 | 20,8 | 14,7 | 8,2  | 4,5  | 14,4  |
| Ensoleillement (h)                | 42   | 78   | 122  | 161   | 197  | 212  | 240  | 215  | 168  | 101  | 58   | 43   | 1 637 |
| Précipitations (mm)               | 33,1 | 34,3 | 36,6 | 48    | 74,5 | 74,6 | 56,8 | 67,8 | 55,5 | 43   | 46,6 | 39,9 | 610,5 |

La station météo de Colmar (209 mètres d'altitude) se trouve au milieu de l'aire d'appellation, mais en plaine. Ses valeurs climatiques de 1961 à 1990 sont :
| Mois                              | jan. | fév. | mars | avril | mai  | juin | jui. | août | sep. | oct. | nov. | déc. | année |
| --------------------------------- | ---- | ---- | ---- | ----- | ---- | ---- | ---- | ---- | ---- | ---- | ---- | ---- | ----- |
| Température minimale moyenne (°C) | −2,1 | −1,1 | 1,4  | 4,5   | 8,3  | 11,5 | 13,3 | 12,9 | 10,2 | 6,3  | 1,8  | −1   | 5,5   |
| Température moyenne (°C)          | 0,9  | 2,6  | 6,1  | 9,7   | 13,8 | 17,1 | 19,3 | 18,8 | 15,8 | 10,9 | 5,3  | 1,9  | 10,2  |
| Température maximale moyenne (°C) | 3,8  | 6,3  | 10,8 | 15    | 19,3 | 22,7 | 25,3 | 24,7 | 21,5 | 15,5 | 8,7  | 4,8  | 14,9  |
| Ensoleillement (h)                | 53   | 83   | 128  | 165   | 200  | 223  | 246  | 222  | 176  | 117  | 68   | 52   | 1 724 |
| Précipitations (mm)               | 35,5 | 32,2 | 37,7 | 46,7  | 67   | 67,2 | 59,3 | 63,3 | 46,7 | 37,9 | 47,7 | 40,2 | 581,4 |

La station météo de l'aéroport Bâle-Mulhouse (267 mètres d'altitude) se trouve à l'extrémité sud de l'aire d'appellation, encore une fois en plaine. Ses valeurs climatiques de 1961 à 1990 sont :
| Mois                              | jan. | fév. | mars | avril | mai  | juin | jui. | août | sep. | oct. | nov. | déc. | année |
| --------------------------------- | ---- | ---- | ---- | ----- | ---- | ---- | ---- | ---- | ---- | ---- | ---- | ---- | ----- |
| Température minimale moyenne (°C) | −2,2 | −1,1 | 1,4  | 4,3   | 8,3  | 11,5 | 13,5 | 13,2 | 10,6 | 6,7  | 1,9  | −1,1 | 5,6   |
| Température moyenne (°C)          | 0,8  | 2,5  | 5,9  | 9,4   | 13,5 | 16,9 | 19,2 | 18,7 | 15,7 | 11,1 | 5,3  | 1,8  | 10,1  |
| Température maximale moyenne (°C) | 3,8  | 6,2  | 10,3 | 14,4  | 18,8 | 22,2 | 24,8 | 24,1 | 20,9 | 15,4 | 8,8  | 4,8  | 14,6  |
| Ensoleillement (h)                | 65   | 86   | 124  | 164   | 197  | 218  | 250  | 222  | 175  | 126  | 80   | 61   | 1 768 |
| Précipitations (mm)               | 53,9 | 50,5 | 49,5 | 58,5  | 76,3 | 73,6 | 62,9 | 79,9 | 54,7 | 49,2 | 58,1 | 54,5 | 721,7 |

## Vignoble

### Présentation

Carte de l'aire d'appellation.

La dénomination muscat d'Alsace peut être produite sur l'ensemble des communes du vignoble d'Alsace faisant partie de l'aire de production de l'appellation alsace, soit sur 119 communes.
L'aire plantée en muscat dans l'appellation alsace est de 351 hectares en 2009, ce qui correspond par rapport à l'ensemble du vignoble à seulement 2 % de la surface plantée. Cette aire n'évolue que très légèrement à la hausse (340 hectares en 1969).

### Encépagement

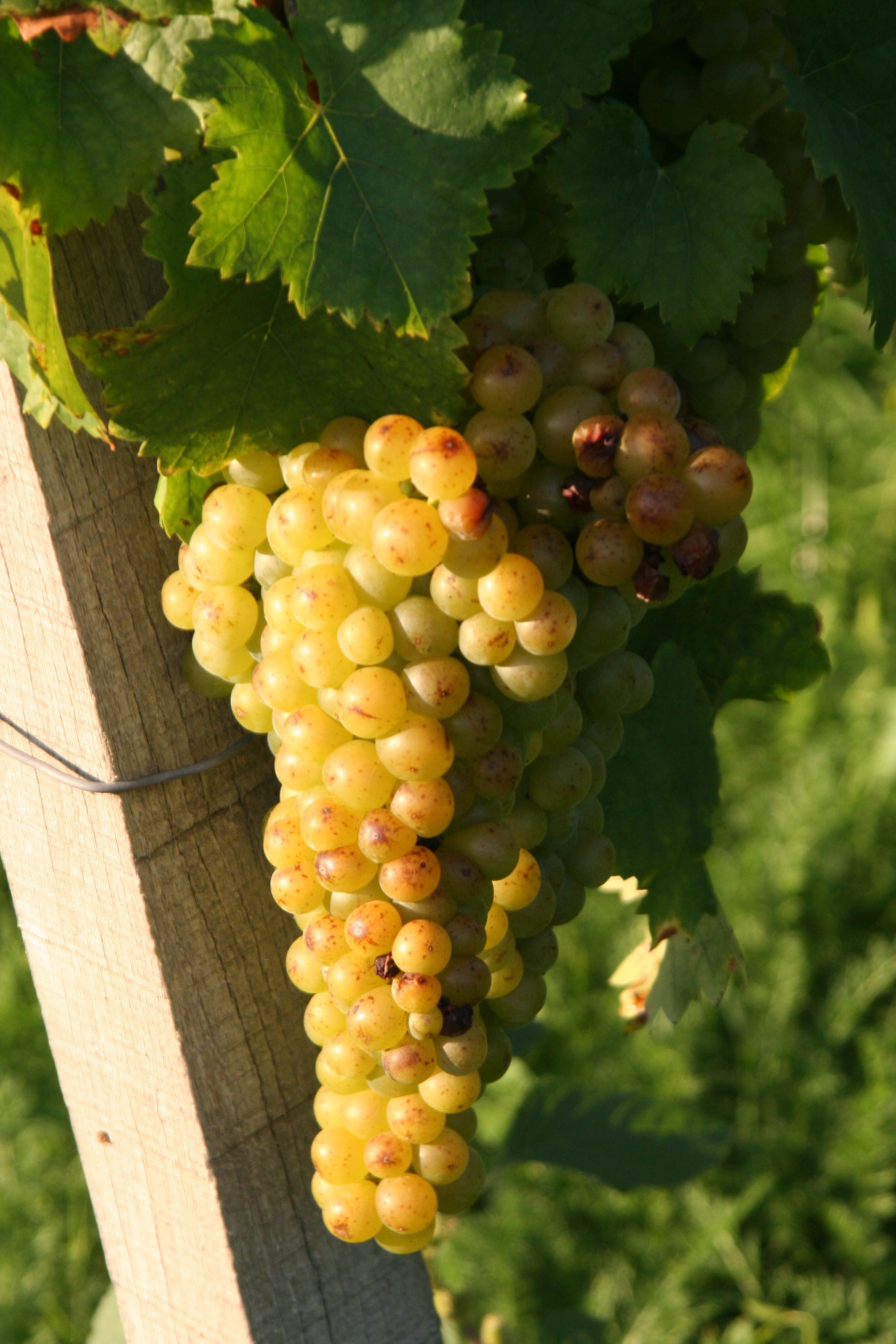
Grappe de muscat blanc à petits grains B.

Le muscat d'Alsace est fait principalement à partir de deux muscats, le muscat blanc à petits grains B et le muscat ottonel B. Selon la législation, on peut leur rajouter le muscat rose à petits grains Rs.
Le blanc à petits grains B apporte principalement l'arôme très fruité caractéristique du muscat, ainsi que l'acidité nécessaire à la conservation du vin. Ce cépage préfère les sols calcaires.
Quant à l'ottonel B, étant donné qu'il s'agit d'un hybride du chasselas c'est un cépage plus précoce que les autres, plus fragile, moins acide (d'où l'intérêt d'un assemblage des deux), et sensible à la coulure. Il préfère les sols argilo-calcaires.

### Rendements
En 2009, les rendements autorisés étaient de 80 hectolitres par hectare, sans plafond limite de classement.
Si on calcule le rendement réel, on arrive à une moyenne de 52 hectolitres par hectare pour l'année 2009, soit un rendement légèrement inférieur à la moyenne française (tous vins confondus) pour la même année (qui était de 58 hectolitres par hectare). Ces rendements sont relativement faibles par rapport aux rendements pratiqués dans le vignoble d'Alsace, dont la moyenne était à 74 hectolitres par hectare cette année-là.

## Vins
La production de muscat au sein de l'appellation alsace est de 18 487 hectolitres en 2009, ce qui fait sur un total de 868 334 hectolitres de vin en appellation alsace une part de 2 %.

### Vinification et élevage
Le jour de la vendange, à l'arrivée au chai, le raisin est foulé et pressé pour séparer le moût du marc de raisin. Pour ce travail, les pressoirs pneumatiques remplacent progressivement les pressoirs horizontaux à plateau. Puis le moût est mis en cuve pour le débourbage, qui est le soutirage du jus sans les bourbes, soit par filtrage, soit par décantation en attendant qu'elles se déposent au fond de la cuve.
La fermentation alcoolique débute sous l'action de levures indigènes ou de levures sélectionnées introduites lors du levurage : cette opération transforme le sucre du raisin en alcool. La maîtrise de la température de fermentation par un système de réfrigération permet d'exprimer le potentiel aromatique du produit.
La fermentation achevée au bout d'un mois, le vin est soutiré afin d'éliminer les lies. La fermentation malolactique n'est généralement pas réalisée, bloquée par un sulfitage pour conserver son acidité au vin. Ce dernier peut être stocké en cuve pour le préparer à l'embouteillage ou élevé en barrique ou foudres de bois de chêne.
Le vin est soutiré, puis généralement de nouveau filtré avant le conditionnement en bouteilles, dès février ou mars.

### Vendanges tardives et sélection de grains nobles
Les vendanges tardives désignent des vins faits à partir de raisins dont la récolte a été retardée pour les obtenir en surmaturité, d'où des vins riches en sucre et en alcool, aux goûts plus puissants et souvent moelleux. Selon la législation, le moût doit avoir au moins 220 grammes de sucre par litre dans le cas d'un muscat (soit 13,1 % vol. d'alcool potentiel) ; aucune chaptalisation n'est permise.
Quant à une sélection de grains nobles, il s'agit d'un vin fait à partir de raisins récoltés par tris sélectifs successifs des grains atteints de pourriture noble (Botrytis cinerea), ce qui donne des vins encore plus concentrés, plus sucrés, liquoreux. Selon la législation, le moût doit avoir au moins 256 grammes de sucre par litre si c'est du muscat (soit 15,2 % vol. d'alcool potentiel). Là aussi aucune chaptalisation n'est permise,.

### Gastronomie
Le muscat d'Alsace est un vin blanc à la robe jaune clair, avec un nez et une bouche au fruité nettement marqué, évoquant le raisin mûr lui-même. Si c'est une sélection de grains nobles, la pourriture noble va donner un vin beaucoup plus riche en sucre et en alcool qu'un muscat sec, mais va lui faire perdre une partie de ses arômes muscatés.
Le critique Robert Parker décrit le muscat d'Alsace ainsi : « Le vin de table blanc le plus charmant et délicieusement parfumé d'Alsace est le muscat. Très sous-estimé, voire ignoré, ce vin sec est extraordinaire avec les plats épicés, notamment indiens et asiatiques. Moyennement corsé mais très floral, vif et parfumé, il s'exprime tout en finesse et en charme. Potentiel de garde : 3 à 5 ans. »
En plus de convenir à un apéritif, le muscat d'Alsace s'accorde classiquement avec la cuisine alsacienne, son parfum accompagnant bien certains plats (les asperges et les légumes-vapeur notamment) et surtout les desserts (par exemple un kougelhopf, une tarte aux quetsches ou des petits gâteaux).

## Économie

### Type de bouteilles
Les vins d'Alsace doivent être mis en bouteille uniquement dans des flûtes, bouteilles du type « vin du Rhin » de 75 centilitres ou de 100 centilitres, règlementées par des décrets.

### Liste de producteurs
De très nombreux viticulteurs et négociants alsaciens proposent du muscat parmi leur gamme.